# 脚橋被蓋核
脚橋被蓋核（きゃくきょうひがいかく pedunculopontine tegmental nucleus または pudunculopontine nucleus、PPTN、PPTg、PPN、などと略記）は、脳幹に位置する神経核。黒質の尾側、上小脳脚の近くに位置する。解剖学的には脳幹網様体の一部を、生理機能的には睡眠や覚醒に関わる上行性網様賦活系（ascending reticular activating system）の一部を成す。一方で、大脳基底核との相互連絡が強く、学習や報酬などにも関与すると考えられている。
アセチルコリン作動性ニューロン（Ch5グループとも呼ばれる）の他、グルタミン酸作動性ニューロン、GABA作動性ニューロンや、各種の神経ペプチドを産生するニューロンなどが混在する。
脚橋被蓋核ニューロンは広範な投射を示す。その投射先は、黒質緻密部、腹側被蓋野、視床下核など大脳基底核の構成要素や、視床、脊髄、橋、脳幹網様体、運動性三叉神経核、前脳基底部、などである。
脚橋被蓋核への入力は、黒質、淡蒼球、視床下核、大脳新皮質運動野などからのものを含む。
神経繊維の入出力関係などから、脚橋被蓋核は黒質の進化的祖先であるとする見方がある。哺乳類以外の脊椎動物では脚橋被蓋核はドーパミン作動性ニューロンを含み、古線条体へ投射するからである。哺乳類においても黒質はドーパミンと脚橋被蓋核はアセチルコリンという大きな違いはあるが、解剖学的な構築が類似しているとする見方がある。